# Jan Kazimierz Kuczyński
Jan Kuczyński (ur. 1 lub 7 września 1907 w Częstochowie, poległ 14 września 1939 na Kępie Oksywskiej w obronie Gdyni) – kapitan marynarki handlowej, żeglarz, nauczyciel żeglarstwa, autor podręczników żeglarskich.

## Życiorys i żeglarstwo
Był orędownikiem skupienia pod fachowym kierownictwem i nadania ściślejszych więzów organizacyjnych oraz ustalenia szerszego program rozwoju i ujednolicenia systemu szkolenia harcerskich drużyn żeglarskich, po spisie drużyn żeglarskich w 1930 roku.
Podręczniki żeglarskie Kuczyńskiego powstawały pod wpływem potrzeb odczuwanych w ówczesnym środowisku harcerskim.)
Współtworzył (wraz z Witoldem Bublewskim i Józefem Michałowskim) opracowany w 1932, a wprowadzony na V Konferencji Kierownictwa Harcerskich Drużyn Żeglarskich wewnątrzharcerski system stopni żeglarskich obejmujący 5 stopni: wioślarz, żeglarz, żeglarz morski, sternik morski, kapitan żeglugi morskiej. 
Dowodził jachtem Temida II podczas, pierwszego po zakupie w Travemünde, rejsu do Polski.
W roku 1933 był uczestnikiem nieudanej wyprawy (w zamierzeniu: dokoła świata) na jachcie, powstałym z przebudowy rybackiego kutra z 1888 roku ożaglowanego jako kecz. Wyprawa zakończyła się podczas pierwszego sztormu pod Bornholmem. Jacht wysztrandował i został rozbity na kamienistej plaży, wszyscy uczestnicy (Wiesław Olszyna-Wilczyński, Jan Kuczyński, Wojciech Stypuła, Jan Stypuła) dotarli wpław do lądu i powrócili do Polski.
W roku 1937 wyprawił się (wraz z 6 żeglarzami) do Szwecji szalupą wiosłowo-żaglową Wiking. Celem udanej wyprawy był eksperyment z zakresu ratownictwa.
Współtwórca idei pozyskania harcerskiego szkunera - Zawisza Czarny Był pierwszym kapitanem tego żaglowca, pod jego kierownictwem statek Petrea przebudowano na harcerski jacht żaglowy

## Upamiętnienie
- Szkoła Podstawowa w Karwi obrała sobie Kuczyńskiego za patrona[3]
- Imię Jan Kuczyński nosił jacht Harcerskiego Jacht Klubu "Wodnik"[13][14].

## Publikacje
1. Jan Kuczyński: Manewrowanie jachtem żaglowym, Warszawa: Główna Księgarnia Wojskowa, 1932.
2. Jan Kuczyński: Praktyczne wiadomości z astronomji żeglarskiej, Warszawa: Główna Księgarnia Wojskowa, 1932.
3. Jan Kuczyński: Jachtowa praktyka Morska, Warszawa: Główna Księgarnia Wojskowa, 1933.
4. Jan Kuczyński: Roboty jachtowo-żaglowe na stopień żeglarza, Warszawa: Główna Księgarnia Wojskowa, 1933.
5. Jan Kuczyński: Jachtowa żegluga morska, Warszawa: Główna Księgarnia Wojskowa, 1939.